# Afrin (rivier)
De Afrin (Arabisch: نهر عفرين, Koerdisch: Rubara Efrin, Turks:Afrin Çayı) is een rivier die stroomt in Turkije en Syrië.
De bron ligt in het Kartalgebergte in de Turkse provincie Gaziantep. De rivier stroomt dan zuidelijk Syrië binnen, door de stad Afrin om dan uiteindelijk terug in Turkije uit te monden in de Orontes. In het verleden lag de monding in het Amikmeer, maar na de drooglegging van dit meer wordt de rivier via het Nahr al Kowsitkanaal met de Orontes verbonden.
De totale lengte is 131 km waarvan 54 km in Syrië. Ten noorden van de stad Afrin is de rivier afgedamd door de Afrindam.
De rivier was gekend als Apre tijdens het Nieuw-Assyrische Rijk, Oinoparas tijdens het Seleucidische Rijk en Ufrenus tijdens het Romeinse rijk.